# Fonsi Nieto
Alfonso González Nieto, conocido como Fonsi Nieto (Madrid, 2 de diciembre de 1978) es un expiloto de motociclismo español, sobrino de uno de los más reconocidos motociclistas de la historia, Ángel Nieto.

## Biografía
Ganador del campeonato español de 125cc en los años 1995 (Categoría Júnior), 1996 y 1998, y de 250cc en 1999 y 2000 con una Yamaha del equipo de Luis D´Antin.
En 1999 y 2000 corrió al mismo tiempo el campeonato del mundo de 250cc en el equipo Yamaha D´Antin terminando en la temporada 2000 el 14.º.
En 2001 siguió en 250cc terminando 5.º en el campeonato pilotando una Aprilia del equipo de Jorge Martínez "Aspar".
2002 supuso su mejor temporada de un mundial ya que ganó 4 carreras acabando subcampeón por detrás de Marco Melandri. En 2003 terminó quinto consiguiendo solo una victoria en Donington Park. Y en 2004 acabó séptimo de la clasificación general.
Tras los pobres resultados de los dos últimos años, para la temporada 2005 decidió cambiar y correr el Campeonato Mundial de Superbikes pilotando una Ducati 999RS con el equipo privado Caracchi Ducati, terminando 17.º del campeonato, y destacando como mejor resultado un cuarto puesto.
Visto el poco rendimiento del equipo en 2006 cambió al equipo oficial de Kawasaki, el equipo PSG-1 Kawasaki Corse, consiguiendo un podio y terminando en 10.º posición. Para la temporada 2007 de Superbikes siguió en el mismo equipo y obtuvo una pole position y un podio y finalizó el 12.º en la tabla de pilotos.
Para la Temporada 2008 de Superbikes debido al poco rendimiento de la Kawasaki ZX-10R decidió cambiar de equipo y de marca y firmó con el equipo Suzuki Alstare y así pilotar la Suzuki GSX-R1000 K8, consiguiendo su primera victoria en el circuito de Losail en Catar, en su segunda carrera con Suzuki.
En 2010 volvió al Mundial de Velocidad en la nueva categoría de Moto2 con una Moriwaki del equipo Holiday GYM-G22, terminando 18.º en el Campeonato, siendo su mejor resultado un cuarto puesto en el Circuito de Sachsenring, correspondiente al Gran Premio de Alemania de 2010.
En febrero de 2011 anunció su retirada como consecuencia de las secuelas de su lesión en el pie izquierdo, consecuencia del grave accidente sufrido en los entrenamientos del Gran Premio de Indianápolis de 2010.
A mediados de junio de 2016 se confirma al piloto como nuevo concursante de la primera edición del Talent show culinario de Televisión Española, MasterChef Celebrity España.

## Vida privada
En el plano privado tuvo una relación con la actriz Elsa Pataky.
El 26 de octubre de 2005 se casó con la modelo canaria Ariadne Artiles, de la que tres años después se separaría. En 2010 mantuvo una relación con la modelo Alba Carrillo, con la que tiene un hijo, Lucas González, que nació el 17 de octubre de 2011. En noviembre de 2012 ambos deciden separarse de manera amistosa. El 30 de abril de 2017 se casó con Marta Castro en Ibiza. En 2020 nacía su segundo hijo, Hugo, fruto de su matrimonio con Marta Castro.
En febrero de 2022 Marta Castro y Fonsi deciden separarse de mutuo acuerdo tras más de 3 años de matrimonio.

## Palmarés
| Año  | Campeonato                                 | Clasificación | Moto - Equipo                               | Puntos (Victorias)       |
| ---- | ------------------------------------------ | ------------- | ------------------------------------------- | ------------------------ |
| 1994 | Campeonato de Madrid Pocket Bikes          | 1.º           |                                             |                          |
| 1994 | Campeonato Castilla-La Mancha Pocket Bikes | 1.º           |                                             |                          |
| 1995 | Critérium Cataluña 125cc                   | 1.º           |                                             |                          |
| 1995 | Campeonato de España Júnior 125cc          | 1.º           |                                             |                          |
| 1996 | Campeonato de Europa 125cc                 | 25.º          |                                             |                          |
| 1996 | Campeonato de España 125cc                 | 1.º           |                                             |                          |
| 1997 | Campeonato de Europa 125cc                 | 8.º           |                                             |                          |
| 1997 | Campeonato de España 125cc                 | 4.º           |                                             |                          |
| 1998 | Campeonato de España 125cc                 | 1.º           |                                             |                          |
| 1998 | WildCard GP Jarama                         | 14.º          |                                             |                          |
| 1998 | WildCard GP Barcelona                      | 15.º          |                                             |                          |
| 1998 | WildCard GP Jerez                          | 16.º          |                                             |                          |
| 1999 | Campeonato de España 250cc                 | 1.º           | Yamaha- Team Antena 3 Yamaha D´Antin        |                          |
| 1999 | Campeonato del Mundo 250cc                 | 23.º          | Yamaha- Team Antena 3 Yamaha D´Antin        | 10 puntos                |
| 2000 | Campeonato de España 250cc                 | 1.º           | Yamaha - Team Antena 3 Yamaha D´Antin       |                          |
| 2000 | Campeonato del Mundo 250cc                 | 14.º          | Yamaha - Team Antena 3 Yamaha D´Antin       | 35 puntos                |
| 2001 | Campeonato del Mundo 250cc                 | 5.º           | Aprilia RS250 - Valencia Circuit Aspar Team | 167 puntos               |
| 2002 | Campeonato del Mundo 250cc                 | 2.º           | Aprilia RS250 - Movistar Repsol Aspar Team  | 241 puntos (4 victorias) |
| 2003 | Campeonato del Mundo 250cc                 | 5.º           | Aprilia RS250 - Movistar Repsol Aspar Team  | 194 puntos (1 victoria)  |
| 2004 | Campeonato del Mundo 250cc                 | 7.º           | Aprilia RS250 - Repsol Aspar Team 250cc     | 124 puntos               |
| 2005 | Campeonato del Mundo de Superbikes         | 17.º          | Ducati 999RS - Ducati SC Caracchi           | 37 puntos                |
| 2006 | Campeonato del Mundo de Superbikes         | 10.º          | Kawasaki ZX10 - PSG-1 Kawasaki Corse        | 139 puntos               |
| 2007 | GP Francia MotoGP (piloto sustituto).      | 11.º          | Kawasaki ZX-RR - Kawasaki Racing Team       |                          |
| 2007 | Campeonato del Mundo de Superbikes         | 12.º          | Kawasaki ZX10 - PSG-1 Kawasaki Corse        | 125 puntos               |

## Resultados

### Campeonato del Mundo de Motociclismo
Sistema de puntuación de 1993 hasta 2022:
| Posición | 1.º | 2.º | 3.º | 4.º | 5.º | 6.º | 7.º | 8.º | 9.º | 10.º | 11.º | 12.º | 13.º | 14.º | 15.º |
| Puntos   | 25  | 20  | 16  | 13  | 11  | 10  | 9   | 8   | 7   | 6    | 5    | 4    | 3    | 2    | 1    |

#### Carreras por año
(Carreras en negrita indica pole position, carreras en cursiva indica vuelta rápida)
| Año  | Cat.   | Moto     | 1       | 2       | 3      | 4      | 5      | 6       | 7       | 8      | 9      | 10      | 11      | 12      | 13      | 14     | 15      | 16      | 17      | 18  | Pts. | Pos. |
| ---- | ------ | -------- | ------- | ------- | ------ | ------ | ------ | ------- | ------- | ------ | ------ | ------- | ------- | ------- | ------- | ------ | ------- | ------- | ------- | --- | ---- | ---- |
| 1997 | 125cc  | Aprilia  | MAL     | JAP     | ESP 16 | ITA    | AUT    | FRA     | NED     | IMO    | ALE    | RIO     | GBR     | CZE     | CAT     | IDN    | AUS     |         |         |     | 0    | NC   |
| 1998 | 125cc  | Aprilia  | JAP     | MAL     | ESP 15 | ITA    | FRA    | MAD 14  | NED     | GBR    | ALE    | CZE     | IMO     | CAT 17  | AUS     | ARG    |         |         |         |     | 3    | 29.º |
| 1999 | 250cc  | Yamaha   | MAL 22  | JAP 14  | ESP 18 | FRA 12 | ITA 17 | CAT Ret | NED 19  | GBR 17 | ALE 18 | CZE 17  | IMO 18  | VAL 15  | AUS 16  | RSA 15 | RIO 17  | ARG 14  |         |     | 10   | 23.º |
| 2000 | 250cc  | Yamaha   | RSA Ret | MAL Ret | JAP 22 | ESP 16 | FRA 16 | ITA 9   | CAT 18  | NED 16 | GBR 18 | ALE 12  | CZE Ret | POR 6   | VAL 17  | RIO 11 | PAC 14  | AUS 9   |         |     | 35   | 14.º |
| 2001 | 250cc  | Aprilia  | JAP 11  | RSA 5   | ESP 5  | FRA 5  | ITA 5  | CAT 5   | NED DNS | GBR 6  | ALE 10 | CZE 7   | POR 4   | VAL 3   | PAC 4   | AUS 5  | MAL 3   | RIO 4   |         |     | 167  | 5.º  |
| 2002 | 250cc  | Aprilia  | JAP 13  | RSA 3   | ESP 1  | FRA 1  | ITA 3  | CAT 3   | NED 5   | GBR 2  | ALE 4  | CZE 4   | POR 1   | RIO Ret | PAC 4   | MAL 1  | AUS 2   | VAL Ret |         |     | 241  | 2.º  |
| 2003 | 250cc  | Aprilia  | JAP 6   | RSA 7   | ESP 7  | FRA 4  | ITA 2  | CAT 2   | NED Ret | GBR 1  | ALE 2  | CZE 6   | POR 9   | RIO Ret | PAC 8   | MAL 3  | AUS 3   | VAL 5   |         |     | 194  | 5.º  |
| 2004 | 250cc  | Aprilia  | RSA 7   | ESP 3   | FRA 7  | ITA 5  | CAT 5  | NED 8   | RIO 5   | ALE 8  | GBR 5  | CZE Ret | POR Ret | JAP Ret | QAT 5   | MAL 7  | AUS Ret | VAL 6   |         |     | 124  | 7.º  |
| 2007 | MotoGP | Kawasaki | QAT     | ESP     | TUR    | CHN    | FRA 11 | ITA     | CAT     | GBR    | NED    | ALE     | USA     | CZE     | RSM     | POR    | JAP     | AUS     | MAL     | VAL | 5    | 22.º |
| 2010 | Moto2  | Moriwaki | QAT 13  | ESP 21  | FRA 8  | ITA 15 | GBR 11 | NED Ret | CAT 8   | ALE 4  | CZE 13 | IND DNS | RSM     | ARA Ret | JAP Ret | MAL 19 | AUS 12  | POR 24  | VAL Ret |     | 45   | 18.º |

### Campeonato Mundial de Superbikes

#### Carreras por año
(Carreras en negrita indica pole position, carreras en cursiva indica vuelta rápida)
| Año  | Moto     | 1       | 1      | 2       | 2      | 3       | 3       | 4       | 4       | 5       | 5       | 6       | 6       | 7       | 7      | 8       | 8       | 9       | 9     | 10     | 10     | 11      | 11      | 12      | 12      | 13      | 13     | 14      | 14      | Pts. | Pos. |
| Año  | Moto     | R1      | R2     | R1      | R2     | R1      | R2      | R1      | R2      | R1      | R2      | R1      | R2      | R1      | R2     | R1      | R2      | R1      | R2    | R1     | R2     | R1      | R2      | R1      | R2      | R1      | R2     | R1      | R2      | Pts. | Pos. |
| ---- | -------- | ------- | ------ | ------- | ------ | ------- | ------- | ------- | ------- | ------- | ------- | ------- | ------- | ------- | ------ | ------- | ------- | ------- | ----- | ------ | ------ | ------- | ------- | ------- | ------- | ------- | ------ | ------- | ------- | ---- | ---- |
| 2005 | Ducati   | QAT 13  | QAT 13 | AUS Ret | AUS 5  | ESP 17  | ESP Ret | ITA 16  | ITA Ret | EUR Ret | EUR Ret | RSM 9   | RSM Ret | CZE 12  | CZE 12 | GBR Ret | GBR Ret | NED     | NED   | ALE    | ALE    |         |         |         |         |         |        |         |         | 37   | 17.º |
| 2005 | Kawasaki |         |        |         |        |         |         |         |         |         |         |         |         |         |        |         |         | NED     | NED   | ALE    | ALE    | IMO Ret | IMO C   | FRA 14  | FRA 13  |         |        |         |         | 37   | 17.º |
| 2006 | Kawasaki | QAT Ret | QAT 12 | AUS 8   | AUS 9  | ESP Ret | ESP 6   | ITA Ret | ITA 8   | EUR 11  | EUR 10  | RSM 8   | RSM 11  | CZE 6   | CZE 6  | GBR 14  | GBR Ret | NED 4   | NED 3 | ALE 10 | ALE 7  | IMO 7   | IMO 13  | FRA Ret | FRA Ret |         |        |         |         | 139  | 10.º |
| 2007 | Kawasaki | QAT Ret | QAT 5  | AUS 9   | AUS 14 | EUR 6   | EUR Ret | ESP Ret | ESP Ret | NED 8   | NED 8   | ITA Ret | ITA Ret | GBR Ret | GBR C  | RSM Ret | RSM 12  | CZE Ret | CZE 8 | BHA 12 | BHA 13 | ALE 7   | ALE 8   | VAL 8   | VAL 8   | FRA 5   | FRA 3  |         |         | 125  | 12.º |
| 2008 | Suzuki   | QAT 7   | QAT 1  | AUS 5   | AUS 3  | ESP 4   | ESP 10  | NED Ret | NED 11  | ITA 7   | ITA 4   | USA 5   | USA 8   | ALE 8   | ALE 9  | RSM 12  | RSM 10  | CZE 14  | CZE 8 | GBR 5  | GBR 5  | EUR 7   | EUR Ret | VAL 12  | VAL 6   | FRA 2   | FRA 8  | POR 5   | POR 5   | 256  | 6.º  |
| 2009 | Suzuki   | AUS     | AUS    | QAT     | QAT    | ESP     | ESP     | NED     | NED     | ITA     | ITA     | RSA 16  | RSA 15  | USA 16  | USA 13 | RSM 18  | RSM 12  | GBR     | GBR   |        |        |         |         |         |         |         |        |         |         | 22   | 21.º |
| 2009 | Ducati   | AUS     | AUS    | QAT     | QAT    | ESP     | ESP     | NED     | NED     | ITA     | ITA     |         |         |         |        |         |         | GBR     | GBR   | CZE 11 | CZE 17 | ALE Ret | ALE 12  | IMO Ret | IMO Ret | FRA Ret | FRA 11 | POR Ret | POR Ret | 22   | 21.º |

## Galería de imágenes
|                                              |
| Fonsi Nieto, en el Circuito de Assen en 2007 |

|                                                  |
| Fonsi Nieto, en el Circuito Brands Hatch en 2007 |

|                                                             |
| Nieto, realizando un caballito en el GP de Cataluña de 2010 |

|                                       |
| Fonsi en el GP de Silverstone de 2010 |